# Cadeira curul
Cadeira curul é um tipo de cadeira famosa por seu uso tradicional na Roma Antiga e na Europa até o século XX. Em Roma, era o símbolo de poder político ou militar e que foi adotada posteriormente por reis de toda a Europa.

## História

### Roma Antiga
No período republicano e, mais tarde, no imperial, a cadeira curul (em latim: sella curulis, um termo supostamente derivado de "currus", "carro") era o assento no qual os magistrados romanos com poder de imperium tinham o privilégio de se sentar. Entre eles estavam o ditador, o mestre da cavalaria, os cônsules, pretores, censores, edis curules e promagistrados, mandatários de facto ou interinos de tais cargos. Adicionalmente, o flâmine dial (o principal sacerdote de Júpiter) também tinha direito a uma cadeira curul, apesar de sua função não ter o poder de imperium. Lívio afirma que os três flâmines maiores, os sumo-pontífice da Tríade Capitolina, também tinham o direito.
Segundo Lívio, a cadeira curul, como a toga, era originária da Etrúria. Porém, bancos com pernas cruzadas já eram conhecidos do Império Novo do Egito. Um dos mais antigos exemplos de uma cadeira curul foi relatado em 494 a.C., quando a honra de uma cadeira curul no Circo Máximo foi concedida ao ditador romano Mânio Valério Máximo por sua vitória sobre os sabinos. Segundo Dião Cássio, no início de 44 a.C., um decreto senatorial concedeu a Júlio César a cadeira curul em todo lugar, com exceção do teatro, onde sua cadeira dourada e coroa de joias eram utilizadas, um símbolo de que ele tinha um status similar ao dos deuses. Como uma espécie de trono, a cadeira curul podia ainda ser concedida honorificamente a reis estrangeiros reconhecidos formalmente como aliados pelo povo e o senado romano. Ela era também aparecia em medalhas e monumentos funerários romanos para simbolizar a magistratura curul; quando ela aparecia atravessada por uma hasta, simboliza Juno.
Em Roma, a cadeira curul era tradicionalmente feita de ou revestida com marfim, com pernas curvas formando um largo "X"; não tinha encosto e os braços eram baixos. Embora geralmente de construção luxuosa, esta cadeira foi feita para ser desconfortável se ocupada por um longo período de tempo, um duplo simbolismo de que esperava-se que os oficiais públicos que executassem suas funções de maneira eficiente e consistente e que uma função pública na república era temporária e não perene. A cadeira podia ser dobrada para facilitar o transporte, o que está de acordo com sua função original de representar o comando magisterial ou promagisterial em campo. Com o tempo, ela também desenvolveu uma experiência hierática expressada pelas cadeiras curules representadas em monumentos funerários, um símbolo de poder que jamais foi completamente perdido na tradição europeia pós-romana.Dípticos de marfim de Orestes e de Constantino mostram os dois como cônsules sentados numa elaborada cadeira curul com pernas cruzadas de animais.

### Outros usos
Seguindo pela Rota da Seda, a cadeira dobrável do Império Romano do Oriente chegaram até a China, onde, em vários formatos, incluindo a "hu chuang" ("cama bárbara"), ela "transformou a vestimenta, arquitetura e estilo de vida dos chineses". Na China Han, a cadeira dobrável apareceu em textos escritos no século II, utilizada sempre fora de casa em ambientes militares e não domésticos. Pela forma como ela é citada em um poema de Yu Jianwu, escrito por volta de 552, é claro que era uma referência a uma cadeira dobrável de pernas em "X".
Na Gália, os sucessores merovíngios do poder romano utilizaram a cadeira curul como um emblema de seu direito de dispensar a justiça e seus sucessores capetianos mantiveram o costume. O "trono de Dagoberto", de bronze moldado que ainda revela traços de sua douração original, está preservada na Bibliothèque nationale de France. Ele foi mencionado pela primeira vez no século XII, já como uma relíquia preciosa, pelo abade Suger, que alega, em sua "Administratione", ter "...restaurado o nobre torno do glorioso rei Dagoberto, no qual, conta a tradição, os reis franceses se sentavam para receber homenagens de seus nobres depois de terem assumido o poder. Fizemos isto em reconhecimento de sua exaltada função e por causa do valor da obra em si". O abade Suger acrescentou membros superiores com rolos folhados e um encosto. O "Trono de Dagoberto" foi restaurado novamente, de forma rude e primitiva, para ser utilizado na coroação de Napoleão.
Uma cadeira curul do século XV ou no início do século XVI está preservado na Catedral de Iorque, originalmente recoberta de têxteis, tinha membros posteriores estendidos para formar um encosto, entre os quais um rico tecido era esticado. A cadeira de braços com pernas em X, não mais uma cadeira dobrável, continuou a ter conotações reais. James I da Inglaterra foi retratado numa cadeira deste tipo, com a armação inteiramente recoberta por um damasco em seda ricamente decorado preso por pregos decorativos, no retrato de Paul van Somer I. De maneira similar, cadeiras deste tipo sobrevivem em Knole, utilizadas num evento real.
A cadeira curul reapareceu como uma estilosa decoração não real na segunda fase do neoclassicismo, conhecida como "arqueológica", no início do século XIX. Um raro exemplo muito antigo desta forma revivida são os grandes conjuntos de "pliants" ("bancos dobráveis"), ricamente esculpidos e dourados, que eram parte de um jogo mais amplo com "tabourets" entregue em 1786 para os castelos reais de Compiègne e Fontainebleau. Com suas conotações que remetem ao Império Romano, as cadeiras curules sem encosto também apareceram na mobília feita para Napoleão, que mandou buscar alguns dos pliants reais para seu quarto estatal em Fontainebleau. Mais exemplares foram encomendados com base na nova moda: cadeiras de Jacob-Desmalter, cujos braços foram esculpidos e dourados na forma de sabres embainhados, foram entregues ao Château de Saint-Cloud por volta de 1805.
Com o declínio do neoclassicismo arqueológico, a cadeira curul desapareceu e não apareceu, por exemplo, nos esquemas de mobília de Biedermeier e outros esquemas clássicos posteriores.

## Galeria

Imagens
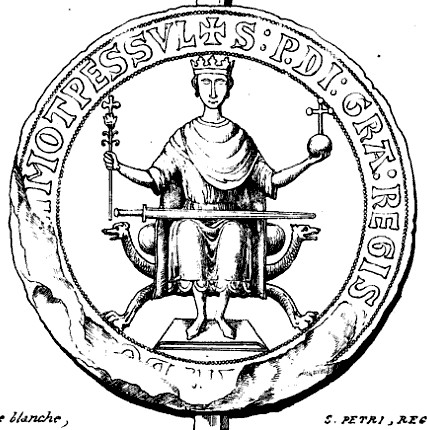
Gravura de um selo de Pedro II (c. 1196–1213).
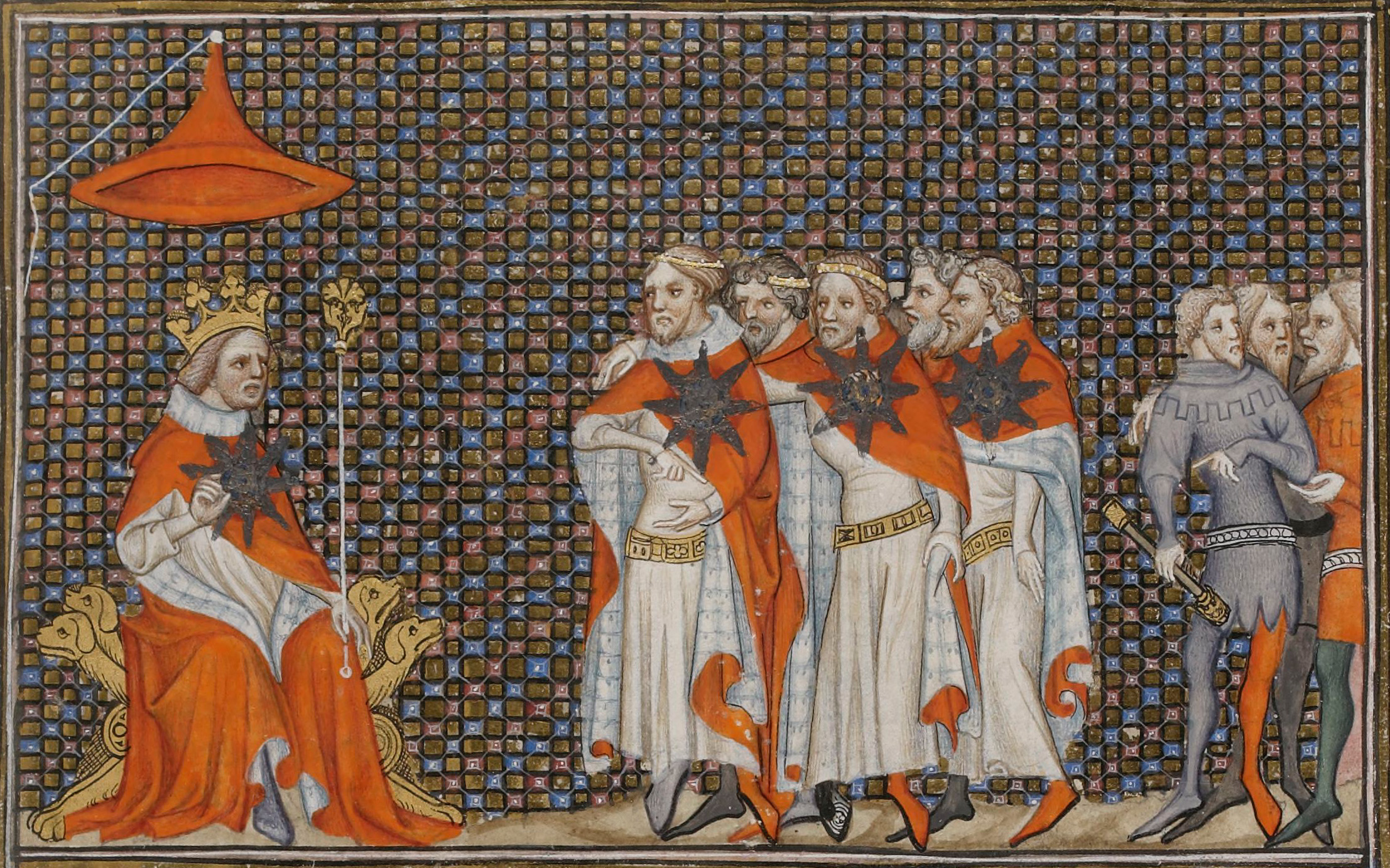
João II da França sentado no "Trono de Dagoberto"; na Ordem da Estrela em 1351; iluminura num manuscrito na Bibliothèque nationale.
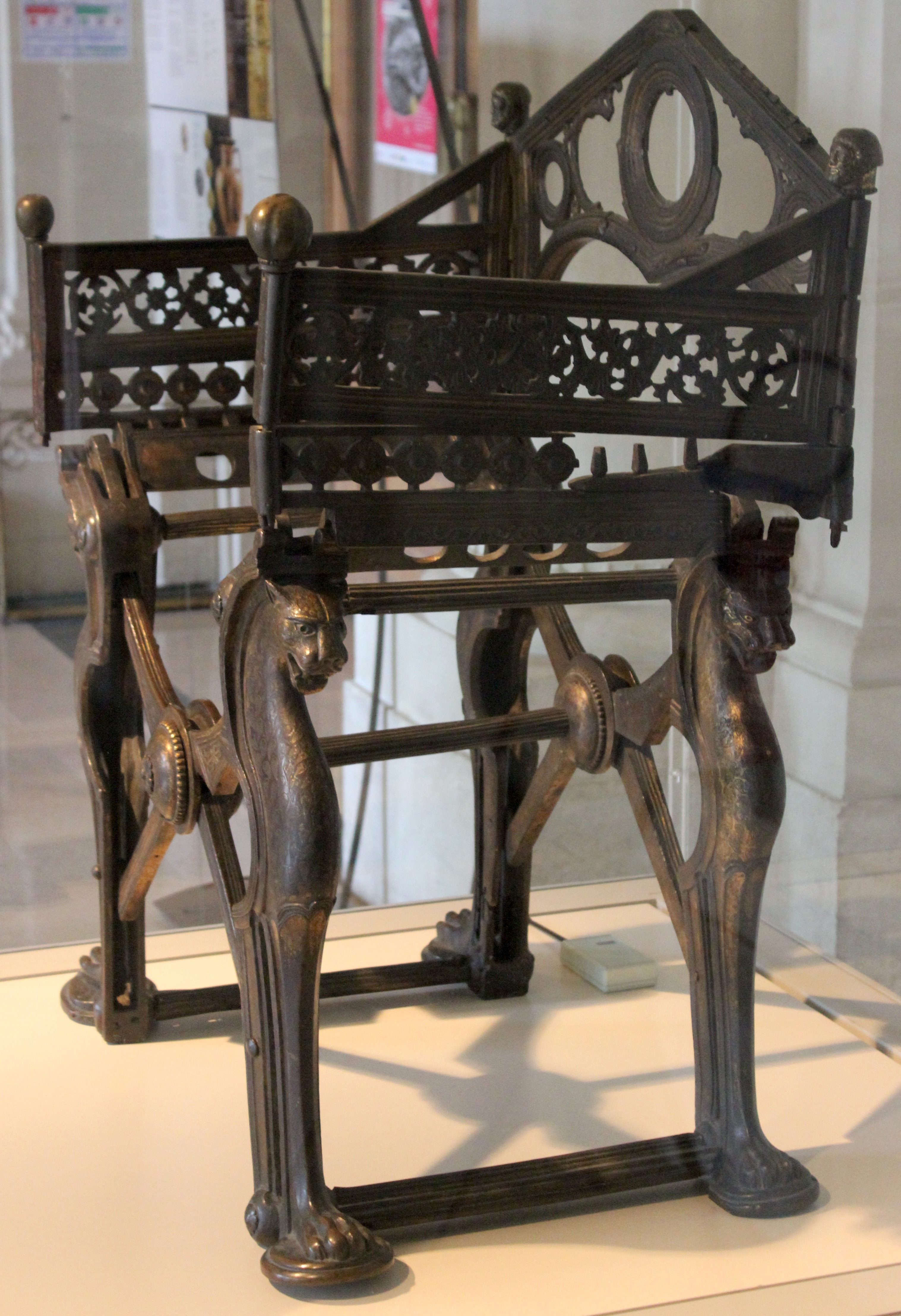
Trono de Dagoberto.
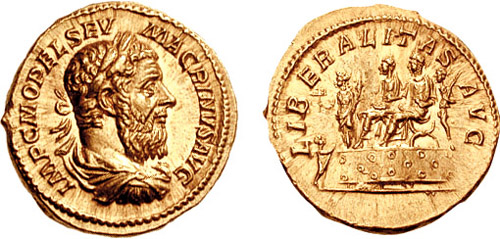
Áureo de Macrino. No reverso, o imperador e seu filho estão em cadeiras curules.
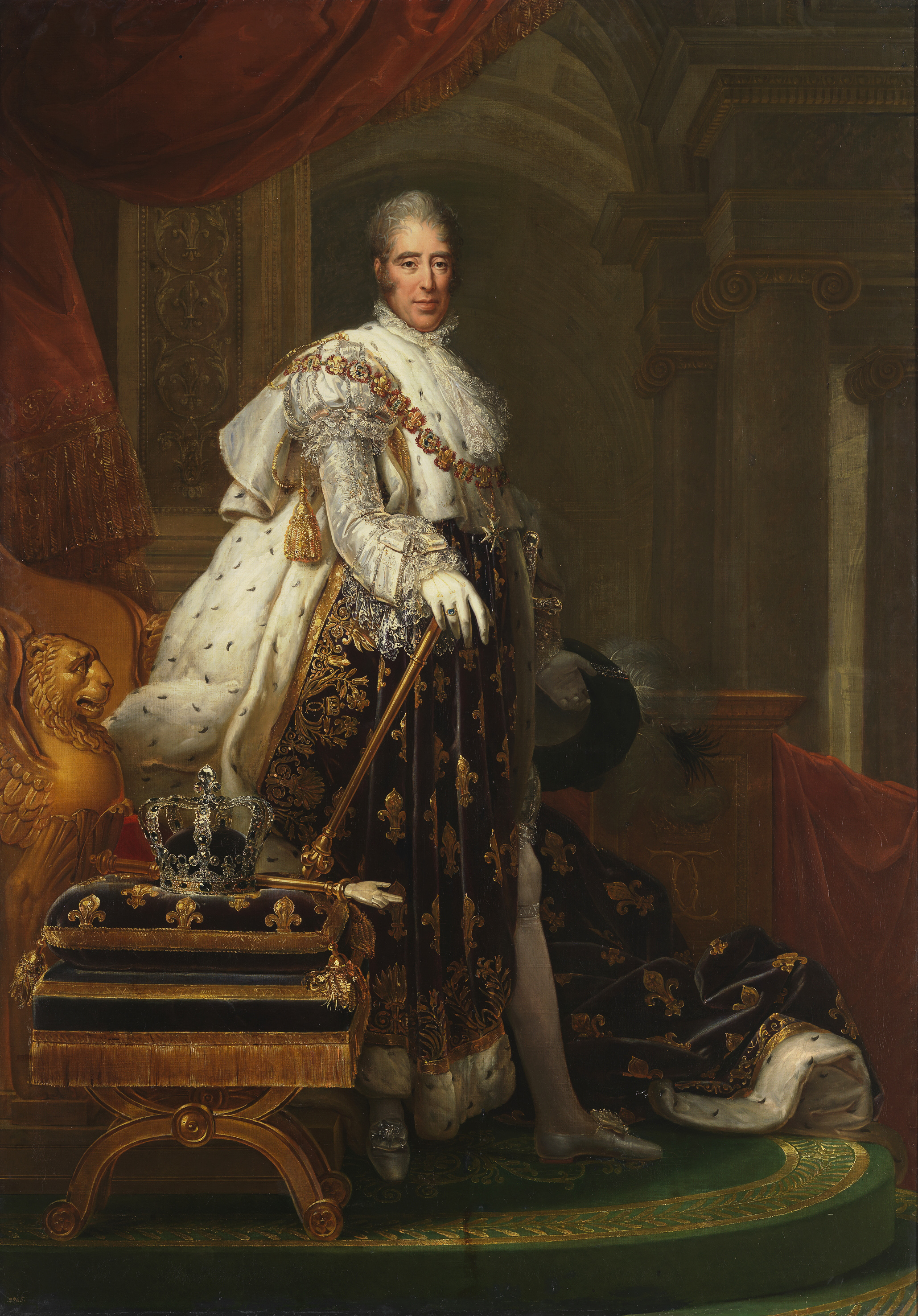
Carlos X da França retratado com uma cadeira curul (c. 1825), por François Gérard.